# Sörenberg
Sörenberg est une station de sports d'hiver suisse de taille moyenne, située sur le territoire de la commune de Flühli, dans le canton de Lucerne.
Sörenberg constitue en hiver la fin de la route qui mène à Giswil. Cette route rouvre pour l'été.

## Domaine skiable
Le domaine skiable est le troisième plus important de Suisse centrale, et le plus vaste de l'Emmental. Le domaine principal est constitué en majorité de téléskis alignés relativement parallèlement sur une exposition sud. Une télécabine de conception ancienne et au faible débit - les files d'attente y approchent rapidement le 1/4h en périodes d'affluence - complète l'offre. Seuls les deux télésièges débrayables 4-places sont modernes. Culminant à 1 690 m d'altitude, ils sont relativement peu fréquentés du fait de leur situation en périphérie du domaine. Les pistes y sont dans l'ensemble particulièrement adaptées pour des skieurs de niveau débutant.
Le domaine skiable de Brienzer Rothorn est relié au reste du domaine uniquement par la route, ainsi que par un itinéraire relativement long et imposant de pousser sur les bâtons. Il offre des pistes nettement plus difficiles ainsi qu'un dénivelé plus important, avec une sécurité d'enneigement que n'a pas le reste du domaine de Sörenberg. De nombreuses possibilités de freeride sont offertes, sur ce secteur près de trois moins fréquenté que le domaine central. Le manque d'infrastructure confortable et à haut débit explique un projet - horizon 2015 - de modernisation des installations de ce sous-domaine, avec en remplacement du téléphérique une télécabine partant directement depuis la sortie du village. Pour un budget de CHF 30 millions, 1 télésiège remplacerait aussi les deux remontées mécaniques d'altitude, et un nouveau télésiège complèterait l'offre au pied de la nouvelle télécabine.
La station est membre du regroupement de stations de ski Schneepass Zentralschweiz.
Il est possible d'y pratiquer la luge d'hiver sur deux pistes aménagées, et la luge d'été sur une piste d'1 km de longueur.